# Marsha M. Linehan
Marsha Marie Linehan (* 5. Mai 1943 in Tulsa, Oklahoma) ist eine US-amerikanische Psychologin. Sie ist emeritierte Professorin für Psychologie an der University of Washington in Seattle im US-Bundesstaat Washington und leitete ein Therapiezentrum für Borderline-Persönlichkeitsstörungen. Sie entwickelte die Dialektisch-Behaviorale Therapie, die in der S3-Leitlinie unter anderen für die Behandlung für Borderline-Persönlichkeitsstörung empfohlen wird.

## Leben
Marsha M. Linehan wuchs in Tulsa, Oklahoma, als drittes von sechs Kindern eines Ölarbeiters auf. Sie war eine begabte Schülerin und spielte sehr gut Klavier. Weil sie sich mit 17 Jahren selbst verletzte, wurde sie 1961 Patientin des Institute of Living (Psychiatrische Klinik) in Hartford. Dort erhielt sie die (Fehl-)Diagnose Schizophrenie und wurde 26 Monate mit Psychopharmaka, Psychoanalyse und Elektrokonvulsionstherapie behandelt. 2011 berichtete Linehan in einem Interview der New York Times von ihrer eigenen Geschichte als Borderline-Betroffene.
1967 arbeitete sie vorübergehend als Angestellte einer Versicherungsgesellschaft und nahm an Abendkursen der Loyola University Chicago teil, wo sie 1971 in Psychologie promovierte.
Danach arbeitete sie zunächst mit suizidalen Patienten in einer Klinik in Buffalo und machte ab 1972 eine Ausbildung in Verhaltenstherapie an der Stony Brook University bei Gerald C. Davison.
1977 wechselte sie von der Catholic University of America an die University of Washington in Seattle. Seit 1989 hat sie dort eine ordentliche Professur für Psychologie.

## Werk
In ihren verhaltenstherapeutischen Forschungen konzentriert sie sich auf das Thema „Therapie suizidaler Borderline-Patientinnen“ und hat ein empirisch in seiner therapeutischen Wirksamkeit geprüftes Behandlungskonzept vorgestellt. Ausgehend von der kognitiven Verhaltenstherapie, hat Linehan die Dialektisch-Behaviorale Therapie entwickelt, ein Therapiekonzept, zu dem insbesondere die Beziehungsarbeit in Einzelsitzungen und das Training psychosozialer Fertigkeiten innerhalb einer Gruppe gehören. Eine spezielle Adaptation für Jugendliche nennt sich Dialektisch-Behaviorale Therapie für Adoleszente (DBT-A).

## Invalidierung
Invalidierung ist ein Begriff, den Marsha Linehan in ihrer biosozialen Theorie über Borderline-Störung eingeführt hat, zur Beschreibung von Vorgängen und Situationen, in denen Menschen einem ungünstigen Klima von mangelndem Einfühlungsvermögen bis hin zu Missbrauchserfahrungen ausgeliefert sind. So können bei den Betroffenen dysfunktionale Strategien entstehen und Schwierigkeiten im Umgang mit Gefühlen die Folge sein. Tritt dies in der Sozialisationsphase (also im Kindes- und Jugendalter) auf, so können die Betroffenen den Umgang mit ihren Gefühlen nicht richtig erlernen.
„Invalidieren“ erfolgt also, wenn die Gefühle der Heranwachsenden dauerhaft nicht ausreichend gewürdigt und ernst genommen werden und wenn sie missachtet oder verdreht werden. Das Kind lernt dadurch nicht, wie es Erregungen benennen und regulieren und emotionale Spannungen aushalten kann. Auch als Erwachsene sind die Betroffenen oft nicht in der Lage, sich auf die eigenen Gefühle zu verlassen und diesen zu vertrauen.